# Spathius simillimus
Spathius simillimus är en stekelart som beskrevs av William Harris Ashmead 1893. Spathius simillimus ingår i släktet Spathius och familjen bracksteklar. Inga underarter finns listade i Catalogue of Life.